# Обличчя війни
«Обли́ччя війни́» — картина  іспанського художника  Сальвадора Далі, написана у 1940—1941 роках, коли Далі жив в Каліфорнії (США).
На фоні пустелі зображене спотворене жахом обличчя, яке кусають змії. В картині використаний ефект оптичної ілюзії — образи множаться: у обличчя замість очей і рота черепи, у яких також замість очей і рота черепи.
Картина була написана не просто так. Вона – символ того, що існує нескінченний цикл смертей, і його неможливо зупинити. Типові для художника похмурі жовті тони надають роботі ще більшої зневіри.  Картина символізує собою концентраційні табори, які забрали життя у мільйонів людей.

## Опис
Початок війни Далі зустрів у Європі, і його одразу охопив жах майбутніх подій.
Сальвадор Далі не міг бачити, як гітлерівські війська вриваються в рідну Францію. Він відбув до США разом з дружиною, залишивши улюблені місця, з болем і гіркотою усвідомлюючи, що все буде зруйновано і розбите.
Жах війни, страх, кровопролиття переповнювали свідомість художника. Все, що було мило і дорого багато років в одну мить було розтоптане, спалено і растерзано. Здавалося, всі мрії, всі плани були заживо поховані під фашистським чоботом.
У США Дали чекав успіх, визнання, життя його там склалася дуже щасливо і насичено, але тоді, коли художник плив на пароплаві, залишаючи Францію, він цього ще не знав. Кожен нерв його був натягнутий точно струна, емоції вимагали виходу і, прямо там, на пароплаві Дали приступив до своєї картини “Обличчя війни” .
Цього разу він відступив від властивої йому манери, картина була написана гранично просто і дохідливо. Вона кричала, вона вривалася в свідомість, вона оковивала жахом всіх, хто її споглядав.
На тлі випаленої, млявої пустелі зображена одна людська голова, яка охоплена гримасою жаху і нескінченного страждання. Обтягнутий шкірою, безволосий череп – яскравий символ війни.
Очниці і покручений рот багаторазово повторюють цей кошмар. Черепа, черепа, черепа, а ще нелюдський жах – ось і все, що війна приносить всім, хто встає на її шляху. Поряд з війною немає життя, і сама по собі вона кошмарна і мертва.
Численні змії народжуються з голови і поїдають. Вони більше схожі на мерзенних черв’яків, а пасти їх розкриті і, здається, навіть зараз чути їх злісне шипіння.
Споглядач картини не є стороннім спостерігачем, він, нібито, знаходиться тут же, тільки дивиться на жахливе обличчя з печери. Це відчуття підкріплює і слід від руки в кутку картини.
Далі, начебто, хоче закликати до розуму – зараз, коли ти під прикриттям, в печері, подумай, чи варто йти туди, де тільки мертва маска смерті, варто починати війни, які зжирають своїх же початківців, які приносять нескінченні страждання і приречені на жахливу загибель.
«Обличчя війни» — справжній жах і враження від кровожерливості бойових дій. Це полотно Далі почав писати прямо на пароплаві. Саме колосальні події наштовхнули майстра на цю роботу. Йому не терпілося виплеснути свої емоції на полотно. Це — одна з небагатьох робіт художника, яка чітко говорить про його думки і душевний стан. Сенс цієї картини доступний кожному, бо вона зображує мертву голову, очниці і рот якої наповнені черепами. Це Молох, що нещадно і безглуздо пожирає людей. Атмосфера картини — кривавий жах і смерть вводить в депресію. Ця картина — справжній крик, застереження людства, передчуття катастрофи, що насувається для всього світу.